# Bzenica (Chorwacja)
Bzenica – wieś w Chorwacji, w żupanii pożedzko-slawońskiej, w mieście Pleternica. W 2011 roku liczyła 96 mieszkańców.